# Ball pagès

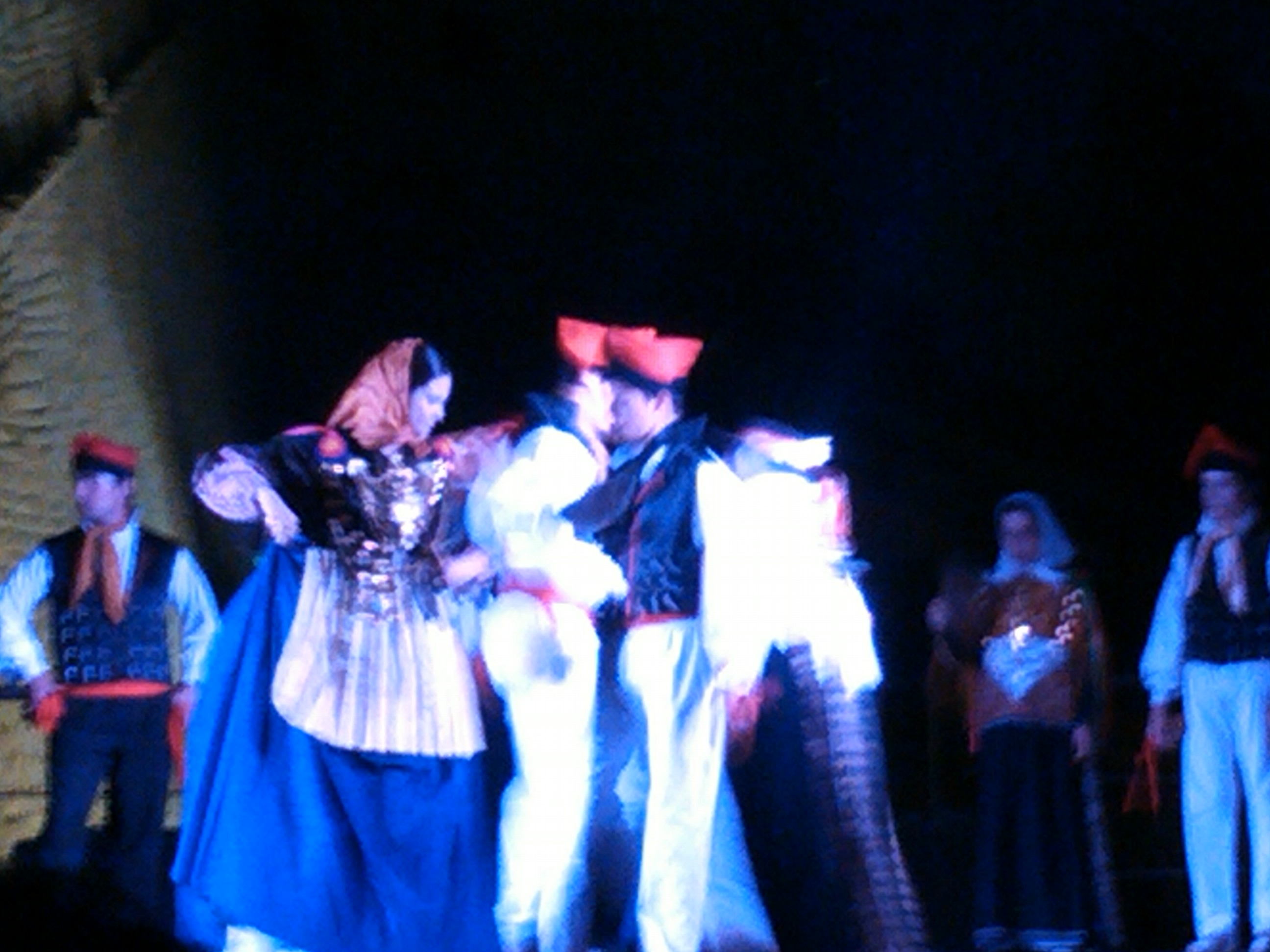
Ball Pagès al Baluard de Sant Pere de la Vila d'Eivissa

El Ball Pagès conforma un conjunt de danses tradicionals de les Illes Pitiüses, Eivissa i Formentera, i que engloba part del folklore i cultura illenca. L'origen d'aquestes danses és desconegut, tot i que s'associa a ritus pagans força antics. Avui dia aquesta tradició es troba en procés de recuperació, gràcies als esforços de diferents Colles de Ball Pages de les illes.

## Característiques
El Ball Pagès es caracteritza per la gran diferència entre l'home i la dona, on és l'home qui porta el desgast físic, mostrant la seva força i agilitat mentre la dona es mou amb delicadesa i suavitat. Tant l'home com la dona durant el ball no es poden donar l'esquena. L'origen del ball no se sap en una total certesa, però es creu que és molt antic per la seva estètica i els ritmes de la música, amb molta percussió.
La música del Ball Pagès es realitza amb el tambor, la flaüta (quan es fa referència al Ball Pagès es conserva la pronúncia medieval), l'espasí i les castanyoles, que són d'una mida considerable, normalment de 15 centímetres de llarg per 8 cm d'ample i 4 de gruix. El tambor, la flaüta i l'espasí les fa sonar el sonador. Cada ballador du castanyoles i les fa sonar quan no balla ell i sovint quan és ell qui balla. Durant el Ball Pagès es du el vestit de mudar tradicional de les Pitiüses.
Fins als anys trenta del s. XX el Ball Pagès era ben viu, es feien ballades a les cases pageses amb motiu de les principals festes familiars (com les matances), a les bodes, a totes les festes de poble o a festes a pous. Els anys trenta s'estronca el mode de vida tradicional del camp de les Pitiüses i el Ball Pagès, considerat despectivament poc menys que de salvatges, es deixa anar durant unes dècades fins a l'època de la Transició, que es recupera ja amb caire folklòric com a element cultural autòcton. Avui dia cada poble té la seva colla de Ball Pagès i es fan ballades a totes les festes patronals o civils (com el dia de Balears) i se'n poden veure a bodes a la sortida de missa. A més, també s'han anat recuperant les festes de pou...
En l'estètica dels balladors és ben usual trobar-hi conservada la típica barretina vermella, peça clau que ha servit per saber on començar a buscar els orígens de les danses Pitiüses. Les dones porten una "emprendada" que no és més que tota una col·lecció de collarets, efígies i creus d'or que omple tot el pit de la dona.

## Principals balls
Hi ha tres danses tradicionals: la curta, la llarga i ses nou rodades. Des de la recuperació del ball pagès a les darreres dècades les colles han anat introduint nous balls, variants de la llarga.
- La curta. Es tracta d'un ball de més curta durada i més suau, de tal manera que tradicionalment era el que ballaven les persones majors. Normalment encetava les ballades. A la curta balla una única parella. La dona fa petits cercles amb passes curtes, les mans agafant la gonella i la vista a terra, mentre l'home la segueix fent bots curts, de poca alçada, sempre de cara a ella i de vegades sonant les castanyoles. L'espasí no se sol fer servir amb la curta.

- La llarga. la llarga és el principal ball, el Ball Pagès per antonomàsia. És un ball de més llarga durada i que du molt més desgast físic a l'home, que fa grans bots i s'acosta i s'allunya de la dona, si bé mai no se'n pot separar gaire, ni li pot donar l'esquena i tampoc li pot entorpir el pas. En aquest ball les diferències entre home i dona són més marcades que en els altres. La dona descriu petits semicercles en el sentit de les agulles del rellotge fent passes curtes i ràpides. Acabat el semicercle torna al punt d'inici sempre donant la cara a l'home. La dona du una mà pinçant la gonella i aixecant-la lleugerament d'un costat, mentre l'altra l'agafa de més avall aferrada al cos. En tot moment té la mirada baixa. L'home bota al voltant de la dona, fent grans salts al ritme de la música. Els salts es fan amb les cames juntes i alternant una cama i l'altra. En alguns bots se salta amb una cama i l'altra s'aixeca estirada a gran alçada, tant com es pugui, sovint a l'altura del cap. Els braços estan normalment aferrats al cos, estirats, si bé de tant en tant passa un braç uns centímetres per sobre del cap de la dona. També pot sonar les castanyoles. Si no les sona, els braços se solen portar a l'esquena. Al final del ball l'home fa una cortesia a la dona, tocant amb el genoll dret a terra. En fer-ho, la música s'acaba, de manera que la ballada no té una durada preestablerta, sinó que és el ballador en fer la cortesia qui indica quan vol acabar. Només es conserva una única sonada per acompanyar la llarga, que es va repetint. A la llarga sí que se sol emprar l'espasí en la música. Els bots concrets no estan predeterminats, de manera que actualment han aparegut diverses modalitats a les diferents colles de les Pitiüses.

- Ses nou rodades. Ses nou rodades o ses dotze rodades és una dansa on l'home i la dona fan nou o dotze voltes. Al principi fan voltes simètriques, però a partir de la sisena volta (o rodada), quan es troben al centre, s'uneixen amb els braços colzats i els avantbraços mirant cap amunt, l'home amb les castanyoles i la dona amb els cinc dits estirats mostren els seus anells (24 anells per dona). A partir d'aquest moment roden lentament sobre si mateixos units pels braços, essent aquests l'eix. En aquest cas l'home no bota, només llisca suaument, de manera que en aquest ball el paper de l'home i el de la dona si és molt semblant. Malgrat ser el ball més suau la sonada és la mateixa que la de la llarga, però més lenta. És el ball més important i segurament el més polit que hi ha en Eivissa, una cerimònia nupcial i amb ella culmina la festa o l'esdeveniment.

- Sa filera. El ritme és el mateix que a la Llarga, en sa filera balla un home amb tres dones. Fa referència a un ball de boda on la novia és acompanyada per dues amigues o dames. Aquesta dansa finalitza amb en nuvi postrat enfront de la novia mentre ella li respon amb una reverència.

- Ses dos balladores. És una variant de la llarga. El ballador selecciona a les dues dones amb un toc de castanyoles per a cada una, l'home balla amb les dues, festetjant però sense decidir-se per cap. L'home finalitza agenollant-se davant ells i les dues li corresponen amb una reverència.

- Es canvi de parella. És també una variant de la llarga, en aquest ball, dos homes trien a la dona amb la qual desitgen ballar, sempre amb un toque de castanyoles. Els dos homes van canviant de parella, movent-se entorn dels cercles simètrics que fan les dones. Finalitzen agenollant-se a cada costat de les dones, situades una enfront de l'altra i tots formant una creu. Les joves responen amb una reverència.

### Ús de l'articlelaen comptes de l'article salat
Tot i que l'ús de l'article salat és comú a les Pitiüses, tant la llarga com la curta usen l'article la. Segons alguns balladors de les illes, els noms dels balls deriven de l'expressió sonar a la llarga i sonar a la curta. Si es mantingués l'article salat, haguessin fet referència a un lloc (és a dir, sonar a un lloc anomenat Sa Curta o Sa Llarga) i no a la manera o l'estil del ball. Tot i així, algunes persones fan servir l'article salat de totes maneres.

## Instruments
La base rítmica de la nostra música és la percussió i el vent. Sorprèn un poc que en una illa tan mediterrània no s'incloguin instruments de vent en la seua música. El tambor, la flaüta, l'espasí (peça metàl·lica en forma d'espasa) i les castanyoles, acompanyen els nostres balls i les nostres festes.
- El tambor. El tambor és l'instrument base per la música tradicional a Eivissa. Està fet de pi, és necessari un exemplar prou ample i molt recte, es buida quan encara està verd, deixant un ample de cinc mil·límetres aproximadament. llavors s'adorna amb llavorats simbòlics o pintant les simbologies principalment de verd o vermell, la pell sol ser la de cabra, anyell o conill. Aquesta pell es prepara i es talla de forma rodona i es cus a un cercle de sabina del qual es podrà enganxar amb cordes d'una pell a l'altra i amb aparells de cuir o fusta es tensaran les pells al to adequat. Aquesta pell té una corda travessada que fa vibrar el so del tambor.

- La flaüta. És una branca de baladre buidada. Té tres forats, dos a la part de dalt i un a la de baix.[1] A la part superior per on es bufa està el capçal tapat per fusta i deixant una entrada petita. Dalt hi ha un forat quadrat que sol estar decorat amb detalls de metall. Les flautes estan decorades amb símbols variats, es toca amb una mà i és l'únic instrument de vent que acompanya els balls.

- L'espasí. L'espasí és un instrument metàl·lic de percussió, la seva forma recorda una espasa, es toca amb una barra metàl·lica, sol acompanyar a la música per als balls. El seu so és semblant al del triangle. L'espasí prové del fet que abans s'utilitzava una espasa per tocar i va anar derivant a aquest instrument.

- Les castanyoles. Les castanyoles eivissenques són de les més grans del món junt amb les de les Illes Canàries. El so de les castanyoles recorda els cascs d'un cavall trotant sobre un terra dur. Estan fetes de ginebre o cirerer. Tenen dues parts: les parts planes tenen el buit corresponent per a la ressonància; aquest forat correspon a la part més alta del costat corb, descendint cap als costats. Després hi ha el separador que és una fusta de poc gruix i del mateix ample que la part superior, subjectada per un llaç que permet adaptar la castanyola a la mà. Les castanyoles solen tocar-se quan es balla o per a acompanyar la música.

- La xeremia. La xeremia no acompanya el ball però és un instrument de vent molt tradicional d'Eivissa; era utilitzada pels pastors i per sonades improvisades. Està feta de canya té cinc forats que es fan amb un ferro calent i en la part superior té una llengüeta que li dona aquest característic so vibrant, sol estar pirogravada amb detalls molt simples. La xeremia doble també té cinc forats cadascuna donant-li doble sonoritat, a la part superior se li afegeix un tros més de canya que és la que portés la llengüeta, aquesta és una altra manera d'aplicar la llengüeta.

## Els vestits
Tots els qui es dediquen al ball estan orgullosos dels seus vestits. L'originalitat i autenticitat d'alguns d'ells obliga a posar-se a sobre algunes peces de més de tres-cents anys d'antiguitat. Dones i homes experts les arreglen i confeccionen els nous vestits seguint exactament els dissenys i les textures.
Als diferents pobles de l'illa, igual com varia la forma d'execució de les danses, també hi ha petites variacions en els vestits. Podem distingir tres tipus de vestit, tant per als homes com per a les dones, segons la seua funció i antiguitat.

### Vestits de les dones
- El vestit blanc. És el típic de la núvia, òbviament de color blanc i es componia de diversos riflacos, un gipó, el davantal, un mantó i un mocador al cap, les seves peces són d'or, cordoncillo, collarets, la creu i sa joia, era el dot de la família per al jove matrimoni, les mànigues que tenien botons d'or i els pendents de filigrana, més els vint-i-quatre anells se'ls regalava el nuvi.
- Vestit de color. Sol ser un vestit de variants de color marró, verd, blau... Porta molts de riflacos, un mocador, devantal curt, gipó amb botons d'or i s'emprendada pagesa. Aquest vestit és menys antic que el de gonella, i data es creu, del segle xviii.

- La gonella. És el vestit més antic, alguns diuen que és del segle xviii encara que hi ha detalls poden ser més antics. Està compost d'un riflaco, un gipó de llana negra teixida amb mànigues de setí brodades amb plata i amb cintes força colorides, el davantal solia ser daurat i brodat, un mantó i el mocador de puntes que s'apanya amb la cua, tot acompanyat per un barret negre de feltre d'ala ampla, les cintes que portava penjant deien el nombre de pretendents. Al costat de les seves peces de corall vermell i plata, compostes de diversos semi collarets remataven un collaret i una creu.

- Les variants. Entre la gonella i el vestit blanc es componen amb un riflaco, un gipó de llana negra, un davantal acolorit i un mantó que fa al mateix temps de mocador, una manera més de vestir la part alta, les seves peces són d'or, amb uns quants collarets, un cordoncillo, la creu y la joya.

- Vestit de treball. Està compost per un refajo, un gipó fet amb tela de menys qualitat que en els altres casos i un davantal llarg, més adequat per a tasques domèstiques o del camp, un mocador acompanyat d'un barret ample de pita, les joies es limitaven a poc més que uns senzills pendents de filigrana, tot i que es podien combinar amb la peça. De calçat duien unes espardenyes de pita (Espardenyes). El vestit de treball el portaven normalment, excepte en les festes de guardar que treien les seves gales. Per a les altres festes, generalment en pous o fonts vetustes i que solien coincidir després de treballs col·lectius o dates assenyalades, no calia canviar de vestimenta perquè estaven davant seu clan. Els pagesos saben separar els vells arcans familiars de les deïtats oficials, que respecten i acaten però res més. Encara queden velles pageses com a testimoni tradicional amb la seva antiga vestimenta, inassequibles a qualsevol mutació moderna en la llunyania, apareguda o per aparèixer.

### Vestits dels homes
- El vestit blanc. És el típic del nuvi, es compon d'un pantaló blanc, una camisa blanca, amb decoracions brodades a mà, un mocador al voltant del coll, una toca vermella, amb una armilla negre o vermell amb campanetes de filigrana, unes espardenyes d'espart i pitra i una barretina vermella culmina el vestit blanc dels homes, el conjunt l'acompanyen les típiques castanyoles Eivissenques.
- Gonella. És el vestit antic. Es compon d'un pantaló negre de llana, una camisa blanca de coll alt brodada a mà amb diversos detalls, una armilla amb les seves campanetes de plata, una jaqueta negra amb botons també d'argent, un cinturó a manera de faixa, un mocador al coll, unes espardenyes d'espart amb pita i unes castanyoles.
- Vestit de treball. Està compost d'uns pantalons de treball, una camisa de treball o la camisa blanca brodada com en la imatge, la faixa per a les feines del camp, unes espardenyes, un barret de palla i les castanyoles que no faltin.

## Joies i ornaments
La emprendada Eivissenca, la seva primera funció és decorar el vestit de ball o de casament, es pot definir com un dot de la família a la filla que es casa, es poden trobar dos tipus de emprendada, la més antiga es compon de plata i corall vermell, està formada de diverses filades de collarets de corall, les agulles són arrodonits estan fets de plata decorada, la creu és feta de plata molt treballada amb filigrana i amb detalls de corall o nacre i pedres precioses, al costat de la creu aquesta la joia que és una imatge protegida per vidre d'una verge.
La emprendada més popular és feta en or laminat i treballat amb filigrana, format pel Collaret que és un collaret de dues filades de peces bicòniques, es cordoncillo, sa creu és un penjoll en forma de creu, la joia, els botons del gipó i les arracades eivissenques. Sa joia, és un reliquiari amb vidriera i amb una estampa que representa una verge, sol estar adornada amb detalls de filigrana i pedres precioses et penjada amb dues cadenetes d'or.
El vestit del Vestit blanc, té sota un gran nombre de riflacos, tots brodats amb diferents colors.
Els anells són d'or o plata segons el tipus de vestimenta, estan fets de filigrana, uns representen els segells familiars, els altres tenen decoracions simbòliques de fina filigrana.
Quan una parella es casava el nuvi havia de regalar-24 anells a la núvia, era la manera de demostrar la riquesa del pretendent.
Els pendents són components molt importants, fets amb filigrana simbòlica normalment en or.
Els botons estan molt treballats i formen part de l'ornament de les dones i dels homes, fets amb filigrana d'or en les dones i de plata en els homes, i que dona un toc distintiu i sonor de les vestidures tradicionals de l'illa ...
Els ornaments més destacats en la vestimenta dels homes són els botons del jupetí, fets amb filigrana de plata, també els botons de la camisa solen ser de filigrana.
El coll i les mànigues de la camisa estan decorades amb bonics brodats.